# The Proximity Effect
The Proximity Effect è il secondo album in studio del gruppo rock statunitense Nada Surf, pubblicato nel 1998.

## Tracce
1. Hyperspace
2. Amateur
3. Why Are You So Mean to Me? (Vitreous Humor cover)
4. Mother's Day
5. Troublemaker
6. 80 Windows
7. Bacardi
8. Bad Best Friend
9. Dispossession
10. The Voices
11. Firecracker
12. Slow Down
13. Robot
14. Black and White

## Formazione
- Matthew Caws - chitarra, voce
- Daniel Lorca - basso
- Ira Elliot - batteria, voce